# بیاپنم
بیاپنم(به انگلیسی: Biapenem) (INN) یک آنتی‌بیوتیک کارباپنمی است . عملکرد این دارو در شرایط آزمایشگاهی علیه طیف وسیعی از باکتری‌های گرم-مثبت و گرم-منفی و باکتری‌های بی هوازی اثبات شده‌است. همچنین مقاومت به آنزیم بتا-لاکتاماز تولید شده توسط برخی باکتری‌ها نیز در این دارو گزارش شده‌است. این دارو در سال ۲۰۰۱ در ژاپن مورد تاید قرار گرفت. 